# ペリカン (企業)
ペリカン（Pelikan）は、スイスに本社を置く文房具、オフィス用品メーカー。筆記具、絵の具や絵筆、チョーク、糊といった教育用のアート、クラフト資材の他、インクジェットプリンター用カートリッジ、パソコンやFAX用のインクリボンなどの印刷資材も扱う。ペリカンのブランドはドイツに起源があり、現在も売上の半分程度をドイツ国内で稼いでいる。

## 沿革
1838年にハノーファーにて、ドイツ人化学者カール・ホルネマン（1811年-1896年）が絵具とインクの工場を設立したのを起源とする。
1863年には、ギュンター･ワーグナーが経営に参加し、近隣諸国への販売を拡大。
創業後、インクメーカーとして発展。1878年にはペリカン製品の品質を保証するために、当時ヨーロッパでは珍しかった商標を登録。商標のモチーフとなったペリカンの親子像は、ヨーロッパでは古来より母性愛の象徴とされており、またギュンター･ワーグナー家の家紋でもあった。
1929年には筆記具の製造を開始し、独自のインク吸い入れ方式が人気を博した。現在でも人気の高い緑縞のデザインは筆記具製造当初からのものである。1978年に有限会社から株式会社に転換する。その後もオフィス、教育現場用の文房具などに事業を拡大、1980年代にはプリンターやプロジェクター、玩具、ゲーム、化粧品部門に進出。
1980年代に事業が行き詰まり、スイス企業が買収。90年代にスイス企業の株式の過半をマレーシア企業が握り、マレーシア資本となった。
2023年、マレーシアのペリカン・インターナショナル・コーポレーション（PICB）は文房具の生産・販売を手掛ける傘下のドイツ企業をフランスの同業のホールダムに1億3600万ユーロ（約214億円）で売却すると発表した。今回の売却により、再び経営権が欧州企業に移ることになる。

## 主要製品

### 万年筆など

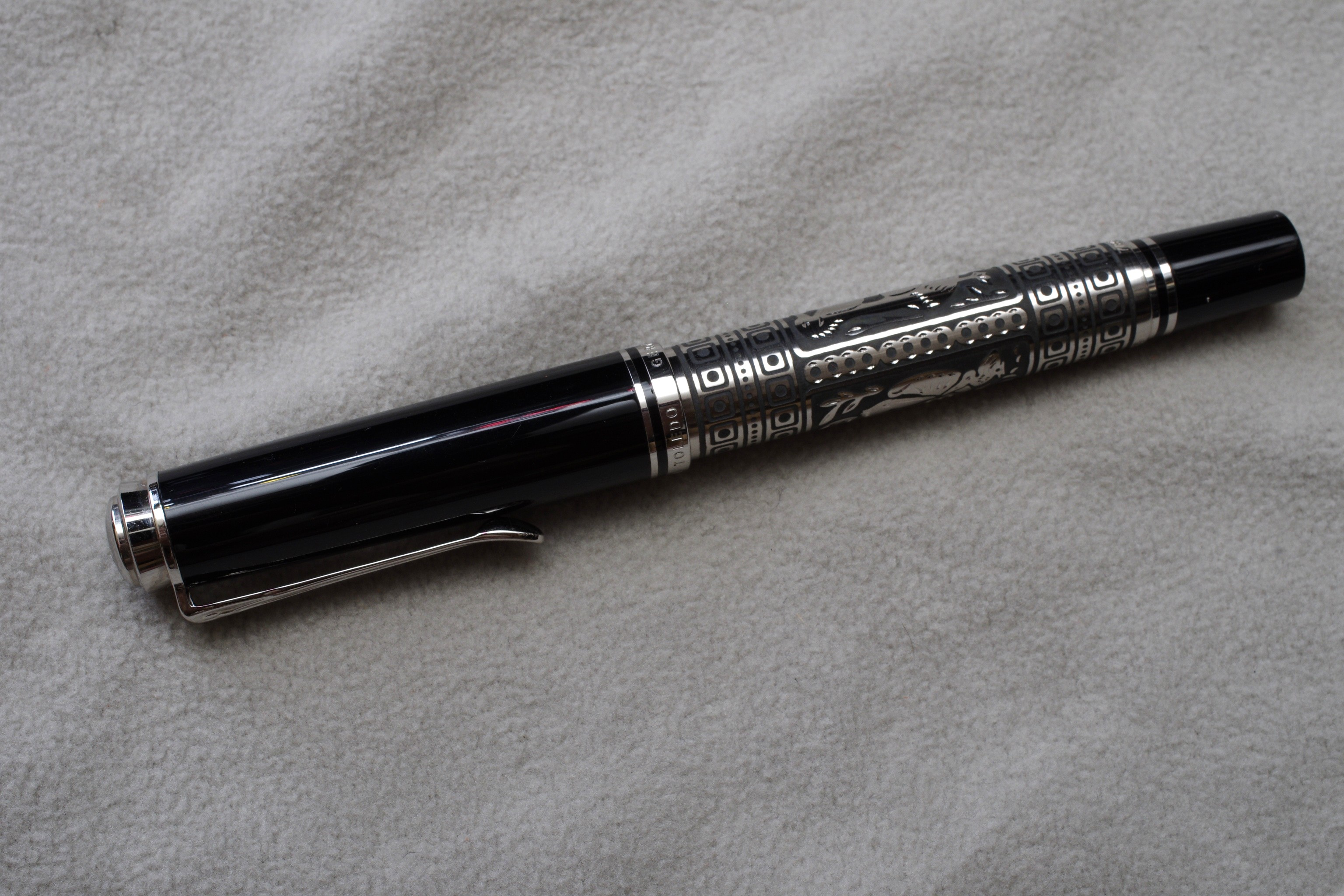
ペリカン トレドM710

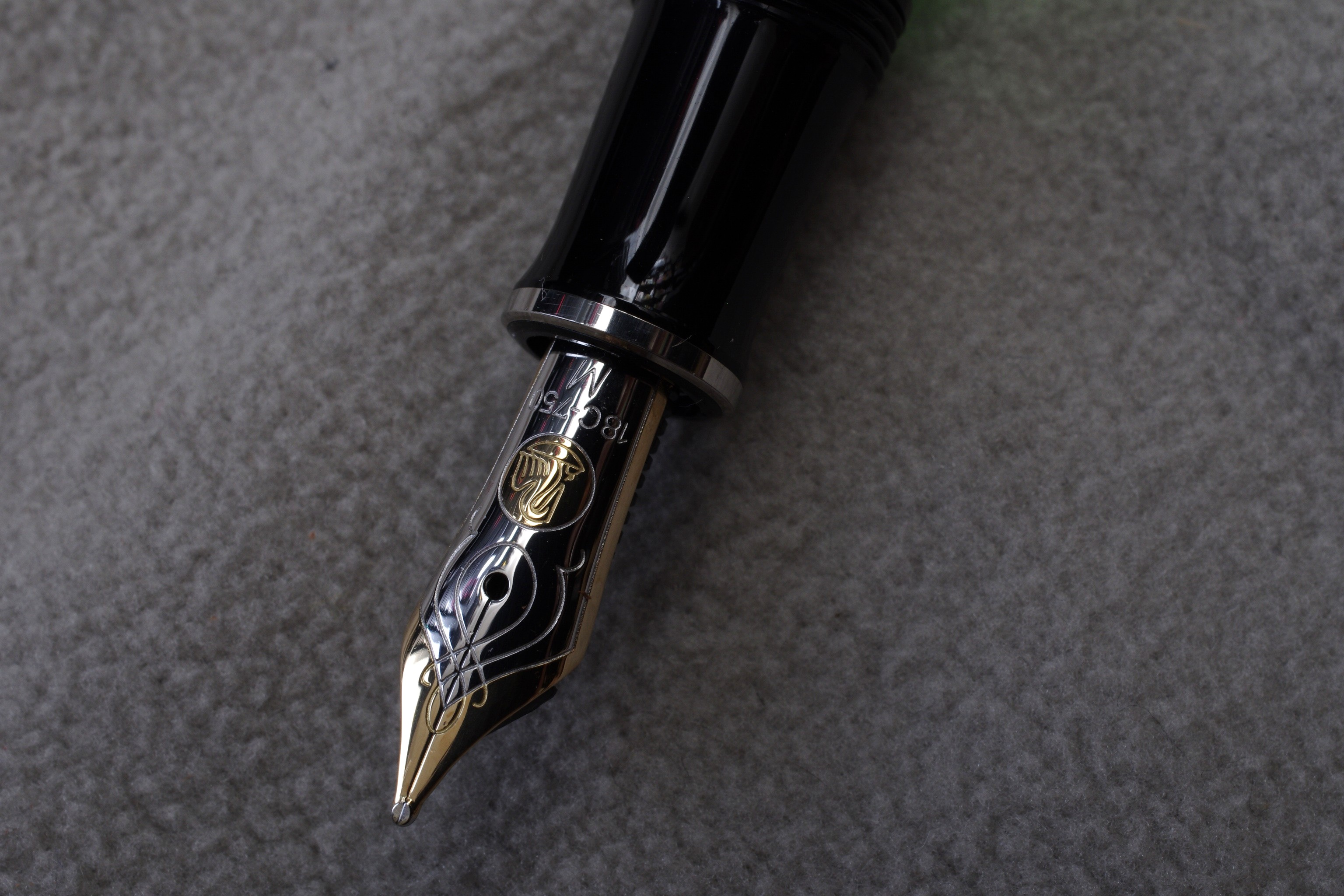
ペリカン トレドM710 ペン先

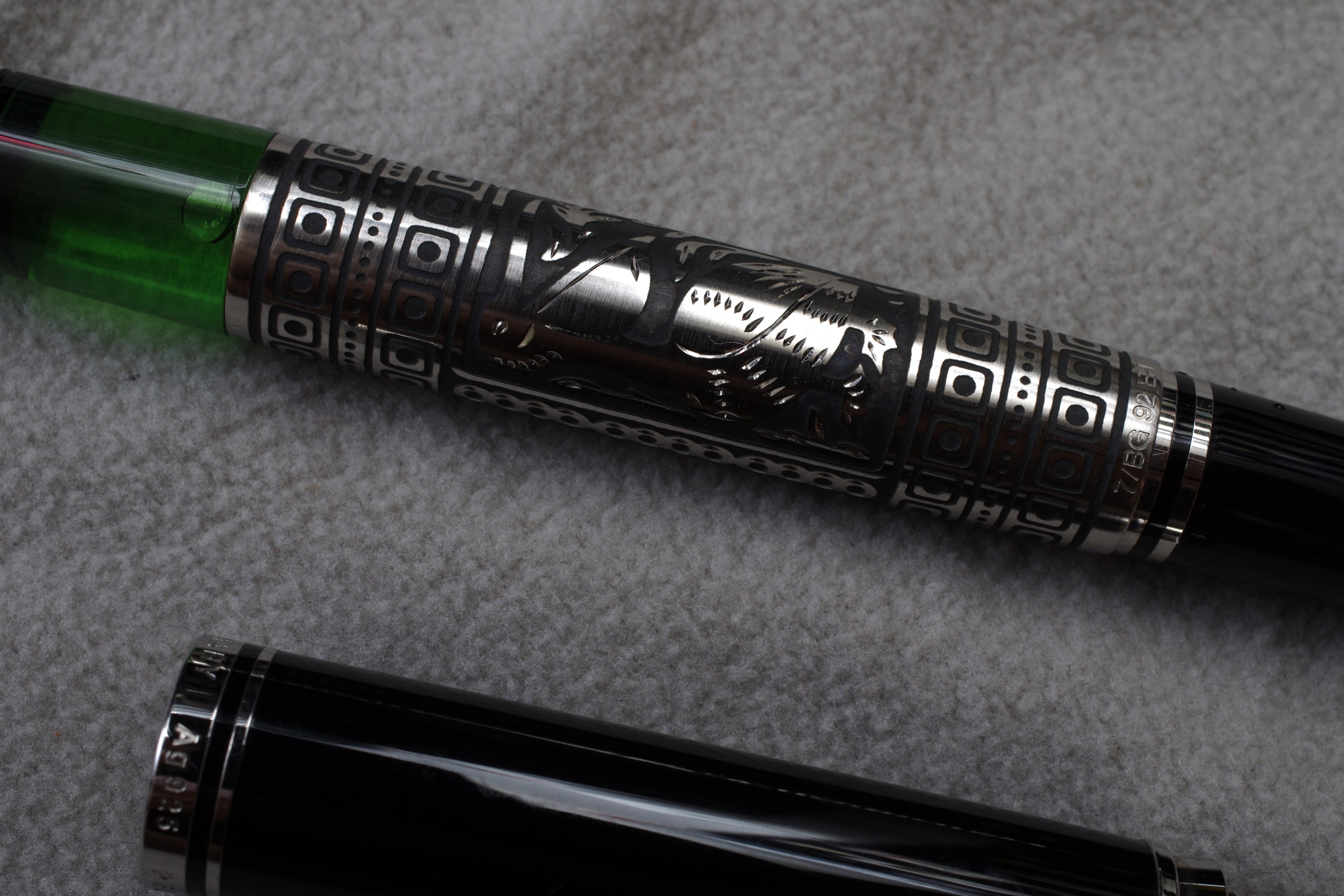
ペリカン トレドM710 彫金

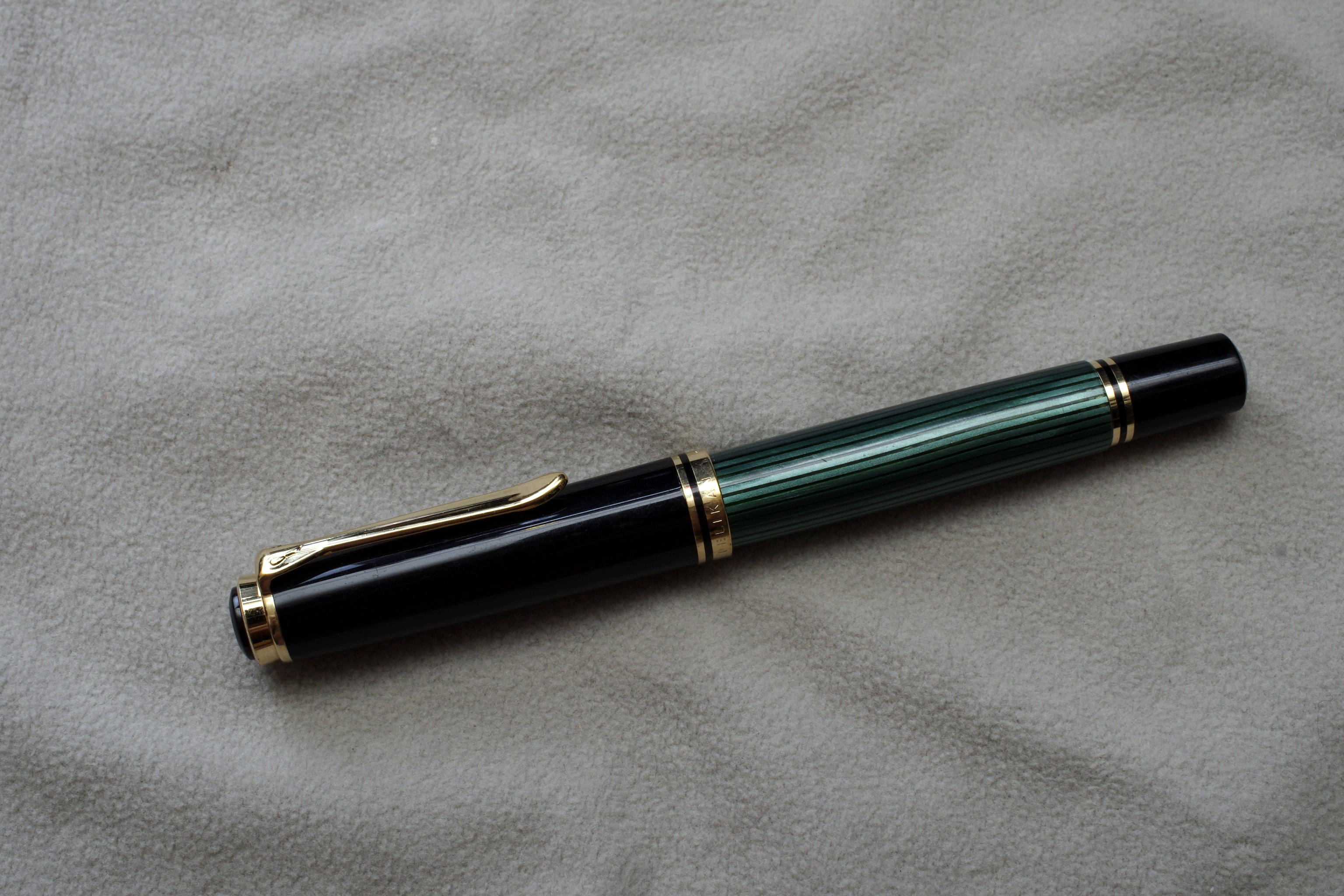
ペリカン スーベレーンM800緑縞モデル

･トレド
925シルバーの軸全体に24Kで装飾･彫金が施されているバーメイル仕様の万年筆。最高級品の一つでサイズ違いでM900とM700がある。尻軸にキャップを挿した状態での筆記バランスには定評がある。
･スーベレーンシリーズ
ペリカン社を代表するロングセラー製品で、世界中の作家から一般人に至るまで多くの人々に愛用されている、万年筆のスタンダードともいえるモデル。スーベレーンはドイツ語で｢すぐれもの｣を意味する。サイズ違いで大きい順にM1000、M800、M600、M400などがある。スーベレーンの縞軸は、プレキシグラスの透明板と色板を何枚も重ねて圧縮し、模様になった断面を薄くスライスして、それを丸めて繋いで形成する。このようにして生まれる一本一本の縞模様は、すべて微妙に異なる。M800緑縞モデルは、1997年に世界の万年筆人気投票でペン･オブ･ザ･イヤーを獲得している。2023年には、縞が透明から黒へ仕様が変わっている。(M300は廃盤)
･トラディショナルシリーズ
軸に金属を使用する事で程よい重さと質感を出している万年筆。かつては3つほどのモデルがあったが、現行は1モデルのみである。
･クラシックシリーズ
廉価品のシリーズ（プラスティック部品を多用し軽量）で見た目はトラディショナルシリーズに似ている万年筆。
黒と白のシリーズや特別生産品（現在流通しているものには、カフェクリーム、コニャック、デモンストレーター:透明モデル、太字のみの蛍光ペン仕様のイエローデモンストレーター、シャイニーグリーンがある。）が 存在する。全てのモデルが吸入式だったが、一部でカートリッジ式も発売されている。
･ペリカーノ
カートリッジ式インクを使用するスクール用万年筆。ニブはステンレス製。ペリカーノ（ニブサイズM/F）と初心者用のペリカーノ・ジュニア（ニブサイズA）がラインナップされている。（現行はジュニアのみである。）
･ダクタス
ブラス製ボディとフラットなペン先、カートリッジ式を採用したモダンなモデルの万年筆。
･レベルペン
通常の3倍のインクを補充可能で長時間筆記が可能な万年筆。専用インク壺を使い、尻軸から直接インクを注入する。現在は販売していない。
･世界の都市シリーズ - 限定生産品の万年筆、M600がベース
･世界の史跡シリーズ - 限定生産品の万年筆、M600がベース
･世界の七不思議シリーズ　-　限定生産品の万年筆、M1000がベース

### ペンケース、インクなど
･レザーシリーズ
レザーペンケースなどがあり、そのしっかりした作りと、リーズナブルな価格から、人気が高い。
･ボトルインク
リーズナブルな価格の4001シリーズと、１年ごとに限定色が販売される、前者に比べ高価なエーデルシュタインの２種類がある。
エーデルシュタインとは、ドイツ語で宝石という意味である。

## 備考
- 万年筆のインクの補充方法としては大部分の商品に、現在の主流であるカートリッジ式ではなく、回転吸入式を採用している。（近年はカートリッジ式も増えつつある。）
- 東京の万年筆専門店フルハルター[5]で調整されたスーベレーンM1000およびM800の3Bペン先は森山モデルと呼ばれる。
- 商品の変更や生産終了が頻繁に行われるため、カタログに掲載されている商品が購入できなくなることがある。
- コレクター向けの限定万年筆を多く発表することで知られる。限定品は伊東屋・丸善 日本橋店・書斎館などで多く取り扱っている。